# Franz Neumann (statsvetare)
Franz Neumann, född 23 maj 1900 i Kattowitz, död 2 september 1954 i Visp, var en tysk statsvetare, aktivist och marxistisk teoretiker. Han är känd för boken Behemoth: The Structure and Practice of National Socialism, en analys av den tyska nazismen.

## Biografi
Franz Neumann föddes i en judisk familj i Kattowitz och studerade vid Frankfurts universitet. Han stödde novemberrevolutionen och gick med i SPD; vid denna tid lärde han känna aktivisterna Julian Gumperz, Paul Massing och Ruth Fischer. År 1923 avlade Neumann doktorsexamen vid Frankfurts universitet med avhandlingen Rechtsphilosophische Einleitung zu einer Abhandlung über das Verhältnis von Staat und Strafe.
I januari 1933 utnämndes Adolf Hitler till Tysklands rikskansler och nazisternas maktövertagande var snart ett faktum. Neumann flydde då till England, där han studerade för Harold Laski vid London School of Economics, där han avlade en andra doktorsexamen. År 1936 flyttade Neumann till New York och etablerade sig vid Columbia University. Samma år anställdes han av Institutet för socialforskning, vid vilket Frankfurtskolan växte fram. Neumann förmedlade kontakten mellan Institutet för socialforskning och American Jewish Committee.
Under sin tid i USA publicerade Neumann boken Behemoth: The Structure and Practice of National Socialism, i vilken han genomför en omfattande analys av den nazistiska regimen, vilken jämförs med Behemot. Neumann försöker visa att det bakom nazismens auktoritära och autokratiska fasad egentligen endast finns otyglad terror och egoism.
Neumann gick 1942 med i underrättelseorganisationen Office of Strategic Services (OSS). Efter Sovjetunionens kollaps framkom det att Neumann hade varit spion för denna stat under kodnamnet "Ruff"; han försåg den sovjetiska säkerhetstjänsten med omfattande material.
Neumann omkom i en bilolycka i Visp i Schweiz 1954.